# Ak Bars Arena
Die Ak Bars Arena (russisch Ак Барс Арена) ist ein Fußballstadion im Nordosten der russischen Stadt Kasan, autonome Republik Tatarstan. Die Arena liegt am Ufer der Kasanka und bietet den Besuchern zu Fußballspielen 45.093 Sitzplätze. Die Arena ersetzte das Zentralstadion von 1960 als Heimspielstätte des Fußballvereins Rubin Kasan.

## Geschichte
Am 5. Mai 2010 legte der damalige russische Ministerpräsident Wladimir Putin den Grundstein für den modernen Stadionbau. Die Veranstaltungsstätte ist in ihrer Form einer Seerose nachempfunden. Nach einer Abstimmung im Internet über den Namen der modernen Arena setzte sich der Vorschlag Kasan-Arena mit 45 Prozent der 9477 Stimmen durch. Nach Verzögerungen und verschobener Eröffnung am 9. Mai 2013 wurde das Stadion rechtzeitig fertiggestellt zur Sommer-Universiade 2013 und am 14. Juni des Jahres eingeweiht. Anfänglich ging man von Baukosten von 5,6 Milliarden Rubel (etwa 132 Mio. Euro) aus. Letztendlich verdreifachten sich die Kosten fast auf 15,5 Milliarden Rubel (rund 465 Mio. Euro).
Eine geschwungene Dachlinie, die vom Mittelpunkt der Haupt- wie Gegentribüne zu den Rängen hinter den Toren abfällt, zeichnet das Stadion aus. Ein weiteres prägnantes Merkmal ist die große LED-Medienfassade in HD-Qualität. Mit einer Breite von 150 Metern und, am höchsten Punkt, 35 Metern Höhe ist sie die weltgrößte LED-Fassade an einem Fußballstadion. Sie besitzt eine Fläche von 3.622 Quadratmeter und ist mit drei Millionen LEDs bestückt.
Im November 2019 wurde das WM-Stadion von Kasan in Ak Bars Arena umbenannt. Der Namenssponsor ist die Ak Bars Bank, die zur Ak Bars Holding gehört. Man hat eine Vereinbarung über eine langfristige strategische Partnerschaft zwischen der Ak Bars Bank und den Betreibern des Stadions getroffen. Im Rahmen der Vereinbarung wurde auch die Umbenennung beschlossen.

## Veranstaltungen
In der früheren Kasan-Arena wurden die Eröffnungs- und die Schlussfeier der Sommer-Universiade 2013 abgehalten. Der Fußballclub Rubin Kasan wird in der Arena seine Heimspiele austragen. Im Juli 2011 konnte sich Kasan gegen das mexikanische Guadalajara und Hongkong (China) um die Austragung der Schwimmweltmeisterschaften 2015 durchsetzen. Die Schwimmwettbewerbe wurden in der Kasan-Arena ausgetragen. Dafür sollten zwei temporäre 50-Meter-Schwimmbecken im Stadion installiert werden und das so entstehende Schwimmstadion 12.000 Plätze bieten.
Die Stadt Kasan war eine von 14 Bewerberstädten als Austragungsort der Fußball-Weltmeisterschaft 2018 in Russland. Am 30. August 2012 gab FIFA-Präsident Sepp Blatter zusammen mit Russlands Sportminister Witali Mutko in Moskau bekannt, dass Kasan mit der Kasan-Arena neben elf weiteren Stadien Spielort des Fußball-Weltturniers sein wird. Ein Jahr vor der WM war die Arena einer von vier Schauplätzen des FIFA-Konföderationen-Pokals 2017.
Am 2. März 2020 vergab die UEFA das Spiel um den UEFA Super Cup 2023 an Kasan mit dem WM-Stadion von 2018.

### Spiele beim FIFA-Konföderationen-Pokal 2017
|                                                               |   |          |                      |
| So., 18. Juni 2017 um 18:00 Uhr (17:00 Uhr MESZ) – Gruppe A   |   |          |                      |
| Portugal                                                      | – | Mexiko   | 2:2 (1:1)            |
| Do., 22. Juni 2017 um 21:00 Uhr (20:00 Uhr MESZ) – Gruppe B   |   |          |                      |
| Deutschland                                                   | – | Chile    | 1:1 (1:1)            |
| Sa., 24. Juni 2017 um 18:00 Uhr (17:00 Uhr MESZ) – Gruppe A   |   |          |                      |
| Mexiko                                                        | – | Russland | 2:1 (1:1)            |
| Mi., 28. Juni 2017 um 21:00 Uhr (20:00 Uhr MESZ) – Halbfinale |   |          |                      |
| Portugal                                                      | – | Chile    | 0:0 n. V., 0:3 i. E. |

### Spiele bei der Fußball-Weltmeisterschaft 2018
|                                                                 |   |             |           |
| So., 16. Juni 2018 um 13:00 Uhr (12:00 Uhr MESZ) – Gruppe C     |   |             |           |
| Frankreich                                                      | – | Australien  | 2:1 (0:0) |
| Mi., 20. Juni 2018 um 21:00 Uhr (20:00 Uhr MESZ) – Gruppe B     |   |             |           |
| Iran                                                            | – | Spanien     | 0:1 (0:0) |
| So., 24. Juni 2018 um 21:00 Uhr (20:00 Uhr MESZ) – Gruppe H     |   |             |           |
| Polen                                                           | – | Kolumbien   | 0:3 (0:1) |
| Mi., 27. Juni 2018 um 17:00 Uhr (16:00 Uhr MESZ) – Gruppe F     |   |             |           |
| Südkorea                                                        | – | Deutschland | 2:0 (0:0) |
| Sa., 30. Juni 2018 um 17:00 Uhr (16:00 Uhr MESZ) – Achtelfinale |   |             |           |
| Frankreich                                                      | – | Argentinien | 4:3 (1:1) |
| Fr., 6. Juli 2018 um 21:00 Uhr (20:00 Uhr MESZ) – Viertelfinale |   |             |           |
| Brasilien                                                       | – | Belgien     | 1:2 (0:2) |

## Galerie

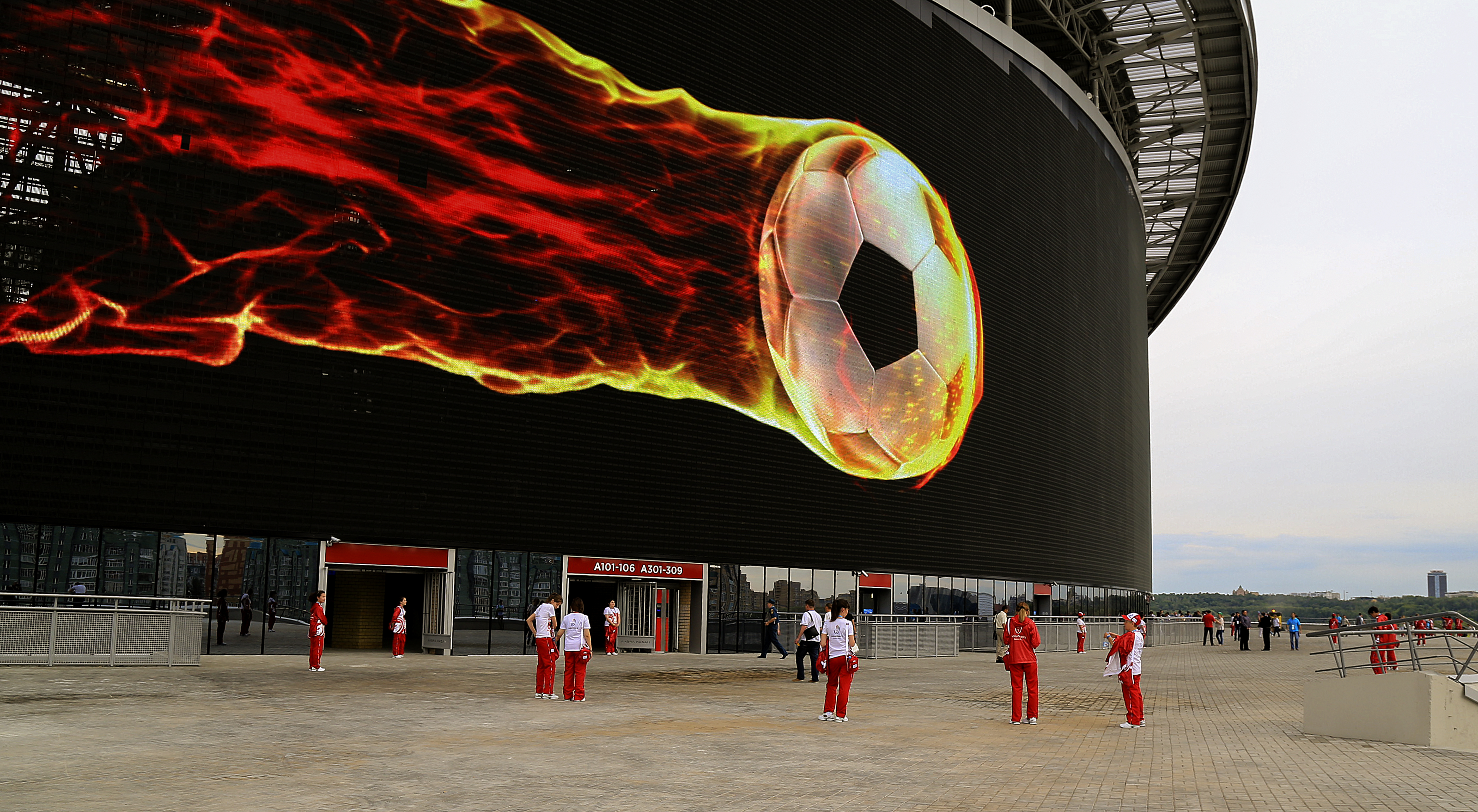
Die große Medienfassade der Ak Bars Arena (Juni 2013)
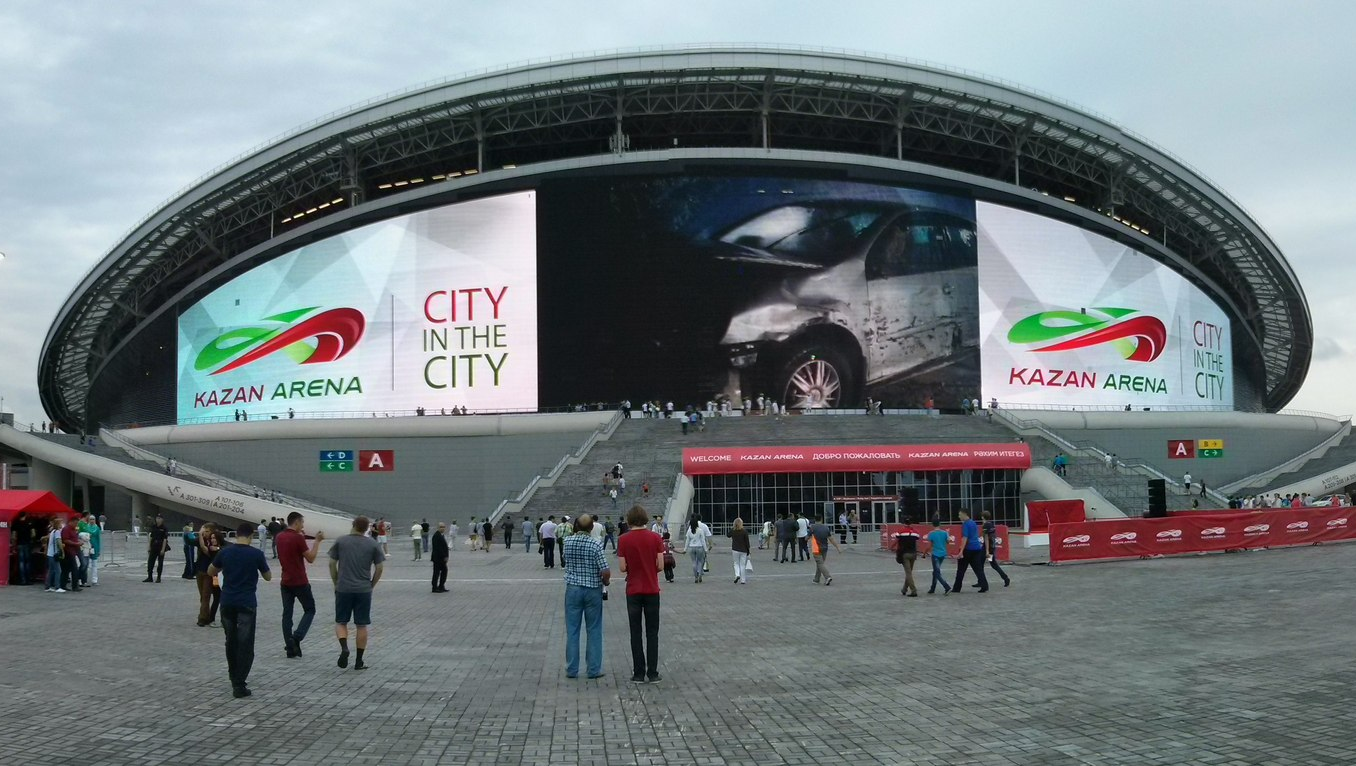
Stadion im August 2014